# عليا جارية سحاب
عليا جارية سحاب مغنية كانت من أظرف النساء لساناً وأحسنهن وجهاً وغناء فكان يعشقها محمد بن أبي أحمد اليزدي فأعطى بها ثلاثة آلاف دينار فلم تبع واشتراها المعتصم بخمسة آلاف دينار وذلك في خلافة المأمون. وكان علي بن الهيثم جونقاً صديقا لمحمد بن أبي أحمد اليزدي فبلغ المأمون الخبر فدعا محمدا وقال: ما قصتك مع عليا؟ فأنشده:
فقال المأمون: لولا أنه أبو اسحق لانتزعتها منه ولكن هذا ألف دينار فخذه عوضاً. ولقي المعتصم في الدار محمدا فقال له: يا محمد قد علمت ما آل إليه أمر فلانة فلا تذكرنها. فقال: السمع والطاعة لأمرك.